# Only You (chanson de Gims)
Pour les articles homonymes, voir Only You.
Singles de Gims
Belle
(2021) Prends ma main
(2021)
Singles de Dhurata Dora
Harrom
(2021) Mi Amor
(2021)
Clip vidéo
[vidéo] « Only You », sur YouTube
Pistes de Les Vestiges du Fléau
Señorita
(6) Belle
(8)
Only You est une chanson interprétée par Gims en duo avec Dhurata Dora, sortie le 28 mai 2021.
La chanson est le troisième extrait de la réédition de l'album Le Fléau.

## Clip vidéo
Le clip vidéo sort le 28 mai 2021,,.

## Liste de titres
| 1. | Only You (feat. Dhurata Dora) | Gims, Dadju, Dhurata Dora | 3:38 |

## Classements et certification

### Classements hebdomadaires
| Classement (2020-21)         | Meilleure position |
| ---------------------------- | ------------------ |
| France (SNEP)                | 84                 |
| Suisse (Schweizer Hitparade) | 19                 |
| Albanie (The Top List)       | 3                  |

### Certification
| Région                                                                                                 | Certification | Ventes/Streams |
| --- | ------------- | -------------- |
| France (SNEP)                                                                                          | Or            | 15 000 000*    |
| *Ventes selon la certification ^Mise en rayon selon la certification xNon précisé par la certification |               |                |

## Historique de sortie
| Pays                  | Date        | Format                    | Label                     |
| --------------------- | ----------- | ------------------------- | ------------------------- |
| France / Monde entier | 27 mai 2021 | Téléchargement, streaming | Chahawat (Play Two, Sony) |